# Villalcón
Villalcón ist ein nordspanisches Dorf und Hauptort einer Gemeinde (municipio) mit 48 Einwohnern (Stand: 2024) in der Provinz Palencia in der Autonomen Gemeinschaft Kastilien-León. 

## Lage und Klima
Villalcón liegt in der Region Tierra de Campos auf der kastilischen Hochebene in einer Höhe von ca. 790 m. Die Provinzhauptstadt Palencia befindet sich mit ihrem Stadtzentrum etwa 50 Kilometer (Fahrtstrecke) südöstlich.
Das Klima im Winter ist durchaus kalt, im Sommer dagegen warm bis heiß; die eher spärlichen Regenfälle (ca. 545 mm/Jahr) fallen überwiegend im Winterhalbjahr.

## Bevölkerungsentwicklung
| Jahr      | 1970 | 1981 | 1991 | 2001 | 2011 | 2021 |
| --------- | ---- | ---- | ---- | ---- | ---- | ---- |
| Einwohner | 228  | 143  | 107  | 84   | 67   | 61   |

## Sehenswürdigkeiten

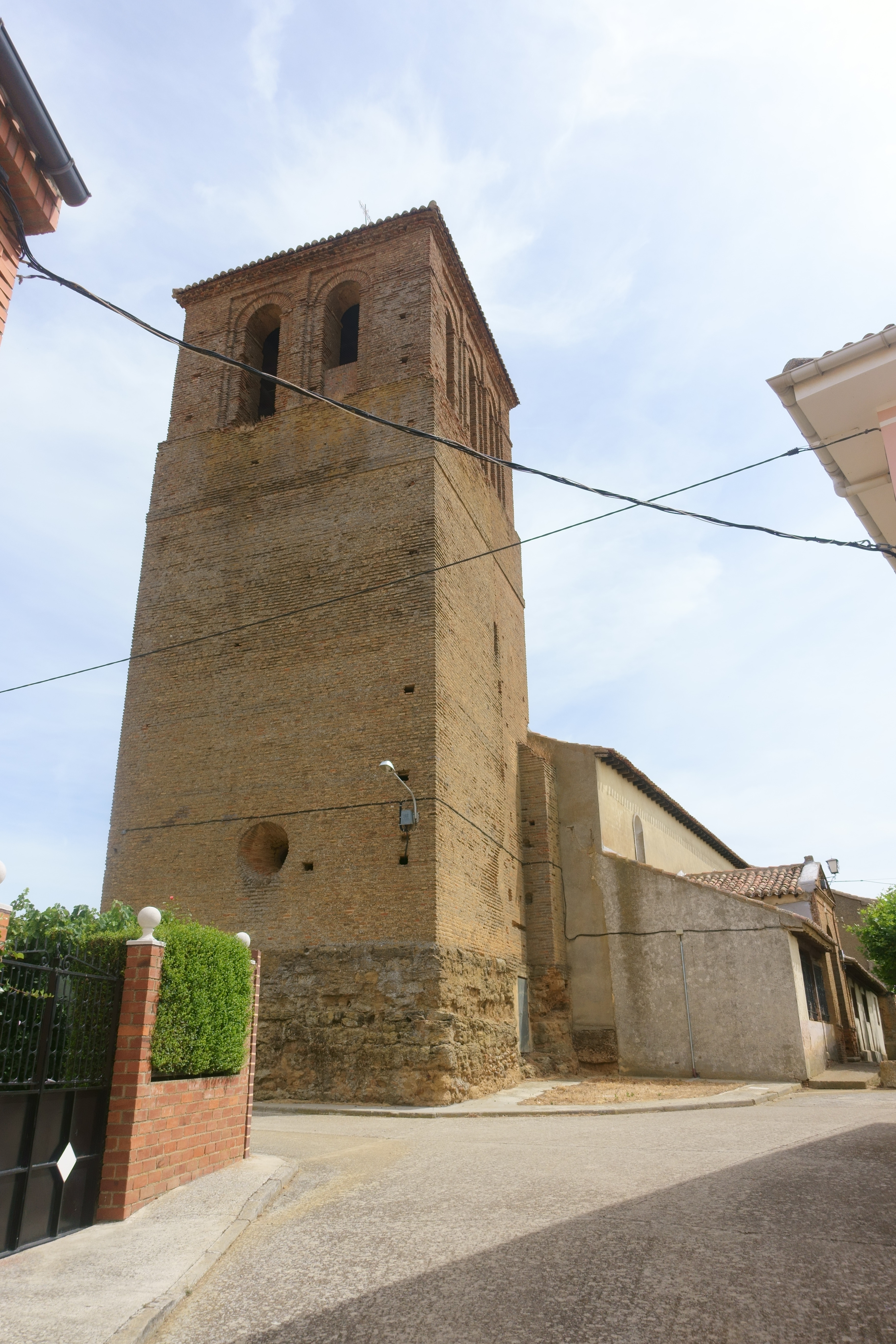
Marienkirche
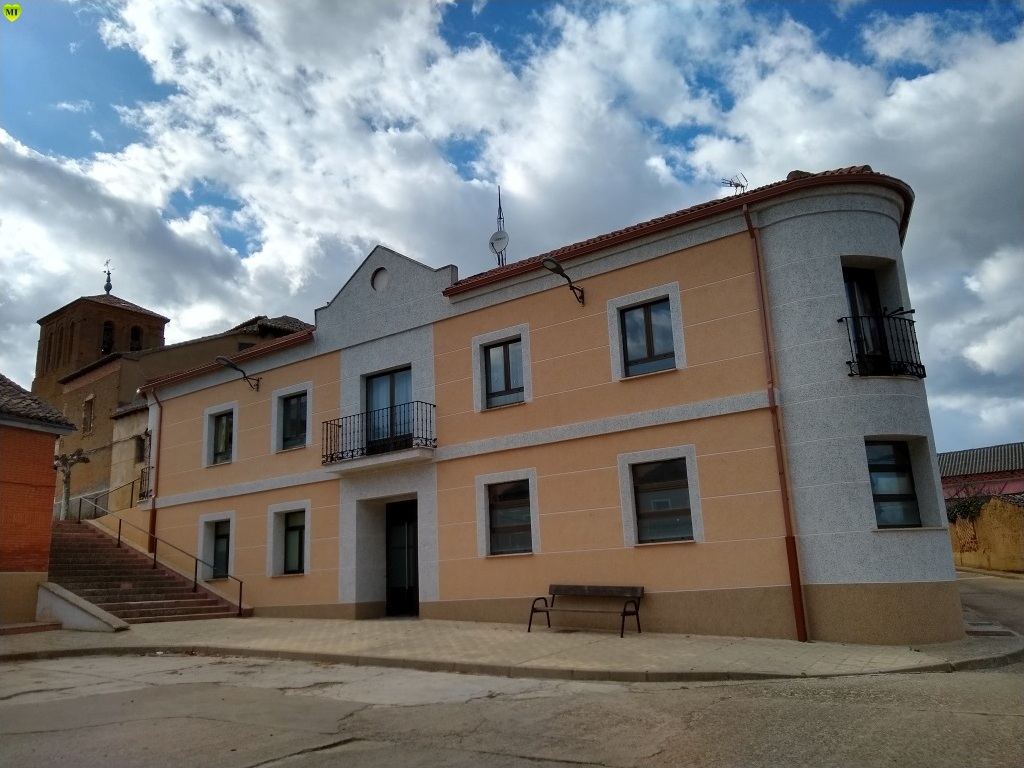
Rathaus

- Marienkirche
- Rathaus